# Arachnothryx garciae
Arachnothryx garciae är en måreväxtart som beskrevs av Paul Carpenter Standley och Julian Alfred Steyermark. Arachnothryx garciae ingår i släktet Arachnothryx och familjen måreväxter. Inga underarter finns listade i Catalogue of Life.